# Кентон (округ, Кентуккі)
Шаблон:StateAbbr_ 38°56′ пн. ш. 84°32′ зх. д. / 38.93° пн. ш. 84.54° зх. д.
Округ  Кентон (англ. Kenton County) — округ (графство) у штаті  Кентуккі, США. Ідентифікатор округу 21117.

## Історія
Округ утворений 1840 року.

## Демографія
За даними перепису 
2000 року 
загальне населення округу становило 151464 осіб, зокрема міського населення було 140267, а сільського — 11197.
Серед мешканців округу чоловіків було 74283, а жінок — 77181. В окрузі було 59444 домогосподарства, 39444 родин, які мешкали в 63571 будинках.
Середній розмір родини становив 3,11.
Віковий розподіл населення поданий у таблиці:
| Стать    | До 15 років | 15-21 | 22-29 | 30-39 | 40-49 | 50-65 | 65-85 | Понад 85 |
| -------- | ----------- | ----- | ----- | ----- | ----- | ----- | ----- | -------- |
| Чоловіки | 17495       | 7232  | 8645  | 12370 | 11718 | 10343 | 5996  | 484      |
| Жінки    | 15997       | 7004  | 8764  | 12193 | 11781 | 11153 | 8900  | 1389     |

## Суміжні округи
- Гамільтон, Огайо — північ
- Кемпбелл — схід
- Пендлтон — південний схід
- Грант — південний захід
- Бун — захід

## Виноски
1. ↑  U.S. Decennial Census. United States Census Bureau. Архів оригіналу за 26 квітня 2015. Процитовано 17 серпня 2014.
2. ↑  Historical Census Browser. University of Virginia Library. Архів оригіналу за 11 серпня 2012. Процитовано 17 серпня 2014.
3. ↑  Population of Counties by Decennial Census: 1900 to 1990. United States Census Bureau. Архів оригіналу за 13 жовтня 2014. Процитовано 17 серпня 2014.
4. ↑  Census 2000 PHC-T-4. Ranking Tables for Counties: 1990 and 2000 (PDF). United States Census Bureau. Архів оригіналу (PDF) за 18 грудня 2014. Процитовано 17 серпня 2014.
5. ↑  Kenton County QuickFacts from the US Census Bureau. Quickfacts.census.gov. Архів оригіналу за 7 червня 2011. Процитовано 12 квітня 2013.(англ.) Наведено за англійською вікіпедією.
6. ↑  American FactFinder. Бюро перепису населення США. Архів оригіналу за 29 липня 2011. Процитовано 31 січня 2008.

| США | Це незавершена стаття з географії США. Ви можете допомогти проєкту, виправивши або дописавши її. |